# Gloster Javelin
De Gloster Javelin FAW Mk9 was een all weather onderscheppingsjager van de RAF, de Britse luchtmacht. Het toestel was operationeel gedurende de periode 1956-1968 en tevens het laatste toestel dat onder de merknaam Gloster werd uitgebracht.
Kenmerkende uiterlijke eigenschappen van de Javelin waren zijn grote deltavleugels en het hoge T-vormige staartvlak.
Er werden totaal 435 Gloster Javelins geproduceerd; hiervan zijn nog 10 toestellen over die als ‘poortwachter’ bij vliegbases en in musea staan opgesteld

## Geschiedenis
In 1947, kort na de Tweede Wereldoorlog, zocht het Britse ministerie van luchtvaart een nachtjager voor de luchtverdediging. Dit resulteerde in een experimenteel toestel van de firma Gloster onder de typenaam GA5.
In de loop van de tijd werden diverse varianten ontwikkeld.
- Het GA5 prototype maakte in november 1951 zijn geslaagde eerste vlucht en werd daarna omgedoopt tot Fighter All Weather 1 FAW1. Tot zijn standaarduitrusting behoorden 2 Armstrong Siddeley Sapphire 6 motoren, een Al 17 radar en 4 30 mm Aden kanonnen in de vleugels.

- De FAW2 was het identieke toestel maar de Britse Al 17 radar was echter vervangen door de Amerikaanse Westinghouse AN/APQ-43.

- De T3 was een kale FAW1 trainerversie zonder radar en bewapening.

- De FAW4 en FAW5 waren toestellen met een sterker airframe en hardpoints waardoor het mogelijk werd om pylontanks en raketbewapening mee te nemen.

- De FAW6 was de FAW5 met de Westinghouse AN/APQ-43 radar.

- De FAW7 werd uitgebracht in oktober 1956 en was aanmerkelijk verbeterd. Hij was uitgerust met Armstrong Siddeley Sapphire 7 turbojets, 2 30 mm Aden kanonnen en 4 Firestreak raketten.

- De FAW8 kreeg Sapphire 7 motoren met naverbranders, een iets anders gevormde vleugel en stabilisatoren voor een betere low-level handelbaarheid.

- De FAW9 was de FAW7 met de vleugel en stabilisatoren van de FAW8.

- De FAW9R was de laatste operationele versie en uitgerust met mogelijk bijtanken in de lucht.

## Operationeel gebruik
De eerste operationele toestellen waren de FAW7 Javelin die in oktober 1956 aan 46 Squadron van de RAF op de basis Odiham werden geleverd.
In zijn topjaren 1959 – 1962 was de Gloster Javelin operationeel bij 14 squadrons maar na 1962 nam dit aantal snel af en in 1964 vlogen nog maar 4 squadrons met het toestel.
Eenheden die met de Gloster Javelin waren uitgerust waren gelegerd op deze bases:
- RAF Abingdon
- RAF Benson
- RAF Coningsby
- RAF Leeming
- RAF Leuchars
- RAF Odiham
- RAF Shawbury
- RAF Stradishall
- RAF Tengah (Singapore)
- RAF Waddington
- RAF West Raynham

In 1968 werd de Javelin wegens veroudering door de RAF uitgefaseerd.

## Inzet
De Gloster Javelin werd gedurende de periode 1963-1966 tijdens het conflict tussen Maleisië en Indonesië ingezet.
Javelins van 60 en 64 Sqn vlogen van RAF Tengah (Singapore) patrouilles over Maleisië. Hierbij werd een Indonesische C-130 neergeschoten.
In 1967 werd 64 Sqn opgeheven en 60 Sqn tijdelijk naar Hongkong (toen nog een Britse kolonie) overgeplaatst. Dit werd gedaan als voorzorg vanwege de Culturele Revolutie die toen in China plaatsvond. De toestellen hoefden niet in actie te komen.